# Thorkild Grosbøll
Thorkild Grosbøll (Støvring, 27 de fevereiro de 1948 – 11 de maio de 2020) foi um pastor da Igreja da Dinamarca. Tornou-se notório no início dos anos 2000 quando declarou publicamente a descrença em um Deus criador e intervencionista. Sua linha teológica é o ateísmo cristão construído pelo teólogos Rudolf Bultmann, Gianni Vattimo e Paul Tillich.

## Biografia
Após pastorar em vários locais, Grosbøll tornou-se pároco em Taarbæk, em junho de 1991.
Na primavera de 2003, publicou o livro En Sten i Skoen (A Stone in the Shoe), resultando em poucas reações muito embora tenha escrito que não acreditava em Deus. Em 23 de maio de 2003, o jornal dinamarquês Weekendavisen publicou uma entrevista com Grosbøll, na qual ele repetiu as declarações de seu livro que, em particular, ele não cria em um Deus criador ou responsável.
Após um protesto público, a bispa de Elsinore, Lise Lotte Rebel, deu início a uma série de conversas com o pastor, que teve início em 3 de junho de 2003, a respeito de sua fé. Simultaneamente, ela o desobrigou de suas funções pastorais em Taarbæk por Grosbøll não crer em Deus. Ele havia violado quatro pontos:
- Negligenciou o credo da Igreja da Dinamarca
- Subverteu a respeitabilidade do culto
- Ignorou as ordens
- Criou grande confusão na Igreja da Dinamarca.

Em 23 de julho de 2003, Thorkild Grosbøll foi autorizado a continuar o seu serviço como pároco em Taarbæk, sob a supervisão especial episcopal.
Em 3 de julho de 2004, Grosbøll foi instruído a demitir-se até o dia 4 de junho ou ele seria suspenso. Em 7 de julho de 2004, o presidente eleito do conselho paroquial de Taarbæk, Lars Heilesen, informou a paróquia sobre a situação de Grosbøll na igreja. Em 10 de junho de 2004, Rebel dispensou novamente Grosbøll de suas funções.
Durante todos esses acontecimentos, a comunidade paroquial de Taarbæk ficou ao lado de Grosbøll. Houve um debate público acalourado, ocasionalmente alimentado por declarações de Grosbøll como: “Deus pertence ao passado. Ele é realmente tão antiquado que eu estou desconcertado por pessoas modernas acreditando em sua existência. Estou completamente alimentado de palavras vazias sobre milagres e vida eterna”. Ao mesmo tempo, ele sustentou que o bispo e a imprensa o entendiam mal, tirando de contexto as citações de seus sermões.
Em 12 de julho de 2004, o Ministro dos Assuntos Eclesiásticos transferiu o caso para um tribunal eclesiástico. A primeira fase desse processo, uma audiência das partes envolvidas, foi concluída em fevereiro de 2005. Em 11 de março de 2005, o ministério dispensou a bispa Rebel da supervisão de Thorkild Grosbøll transferindo-o para o bispo de Roskilde, Jan Lindhardt. Assim, o ministério colocou o caso do tribunal eclesiástico em espera. Em 20 de maio de 2006, Grosbøll confirmou seus votos sacerdotais diante de Lindhardt na presença de testemunhas e por sua assinatura sendo assim autorizado a servir novamente como pastor, mas sendo instruído a não falar com a imprensa.
Assim, o caso foi reposto até o outono de 2007, onde foi decidido que a supervisão fosse transferida para o bispo de Ârhus, Kjeld Holm, até 1 de maio de 2008, quando Lindhardt se aposentaria. Conforme anunciado pouco depois desta decisão, Grosbøll aposentou-se quando ele completou 60 anos em fevereiro de 2008.

## Morte
Morreu no dia 11 de maio de 2020, aos 72 anos.